# 944 (numero)
Novecentoquarantaquattro (944) è il numero naturale dopo il 943 e prima del 945.

## Proprietà matematiche
- È un numero pari.
- È un numero composto con 10 divisori: 1, 2, 4, 8, 16, 59, 118, 236, 472, 944. Poiché la somma dei suoi divisori (escluso il numero stesso) è 916 < 944, è un numero difettivo.
- È un numero nontotiente (per cui la equazione φ(x) = n non ha soluzione).
- È un numero odioso.
- È parte delle terne pitagoriche (708, 944, 1180), (944, 1770, 2006), (944, 3417, 3545), (944, 3717, 3835), (944, 6930, 6994), (944, 13908, 13940), (944, 27840, 27856), (944, 55692, 55700), (944, 111390, 111394), (944, 222783, 222785).

## Astronomia
- 944 Hidalgo è un asteroide della fascia principale del sistema solare.
- NGC 944 è un galassia lenticolare della costellazione della Balena.

## Astronautica
- Cosmos 944 è un satellite artificiale russo.